# Elisabeth Wangelin-Buschmann
Elisabeth Wangelin-Buschmann (* 1941 in Koblenz) ist eine deutsche  Organistin.

## Leben
Elisabeth Wangelin-Buschmann wurde in Koblenz als Tochter des Kirchenmusikers Josef Buschmann geboren und erhielt von ihrem Vater den ersten Musikunterricht. 1961 begann sie mit dem Studium der Orgel bei Hans Klotz in Köln. Von 1962 bis 1963 nahm sie Unterricht bei Marcel Dupré in Paris. Nach der Künstlerischen Reifeprüfung und dem Konzertexamen 1965 war sie von 1966 bis 1999 Dozentin für Orgel und Klavier am Konservatorium der Stadt Köln  tätig. Konzertreisen führten sie ins In- und Ausland.

## Tondokumente
- Orgelmusik aus der Abteikirche Marienstatt. Mit Werken von Wolfgang Amadeus Mozart, Johann Sebastian Bach, Josef Buschmann (Vision und Lamentation) und Marcel Dupré (Symphonie-Passion). Mitra-Schallplatten, Bonn 1994, Aufnahme 1990.

- Französische Orgelmusik. Riegerorgel der Abteikirche Marienstatt. Mit Werken von François Couperin, Charles-Marie Widor (Symphonie Gothique), Jehan Alain und Olivier Messiaen. Zenon 2002.

## Schüler
- Helmut Kickton[3]